# Atenea de Velletri

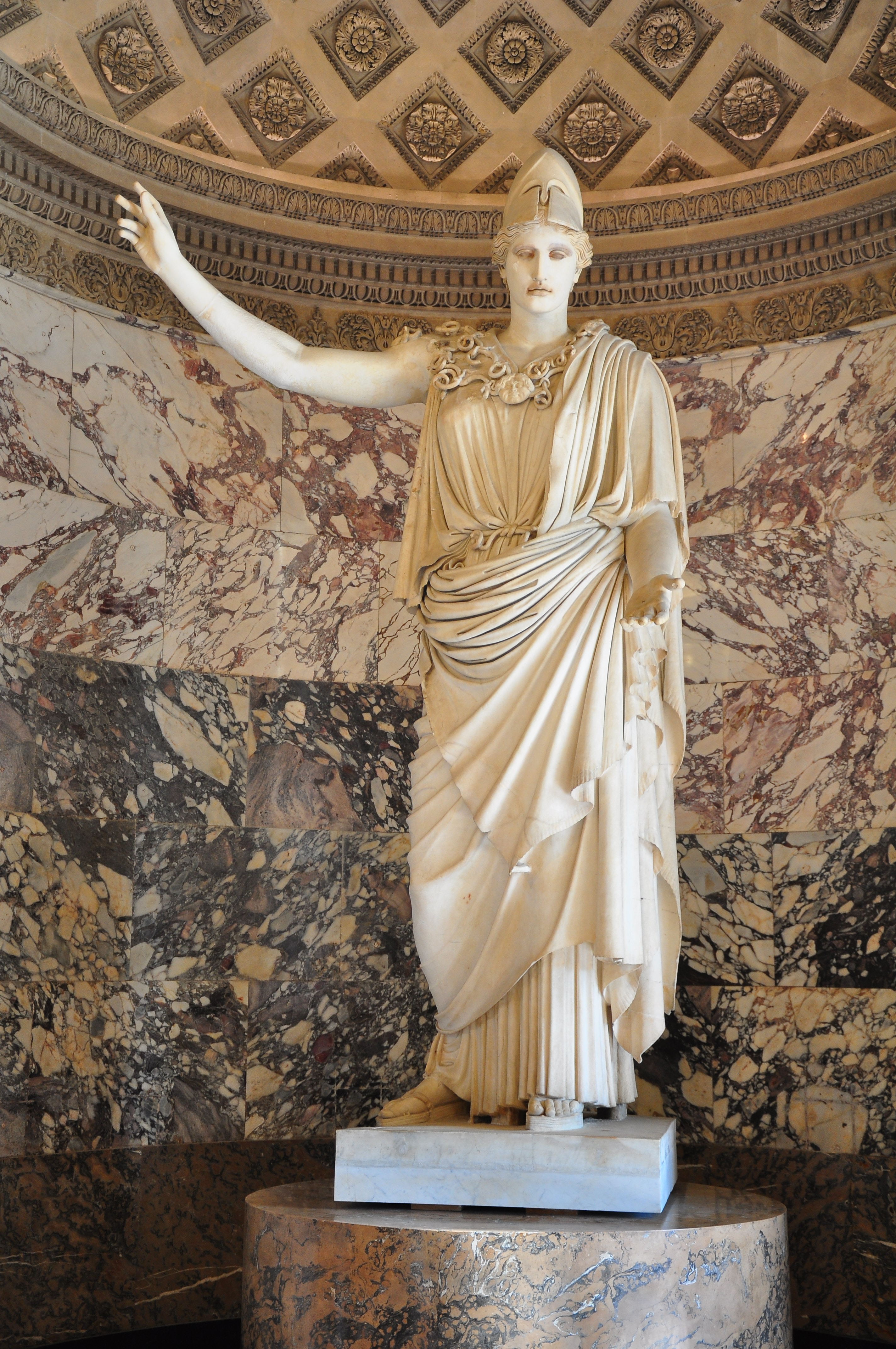
La Atenea de Velletri (Louvre)

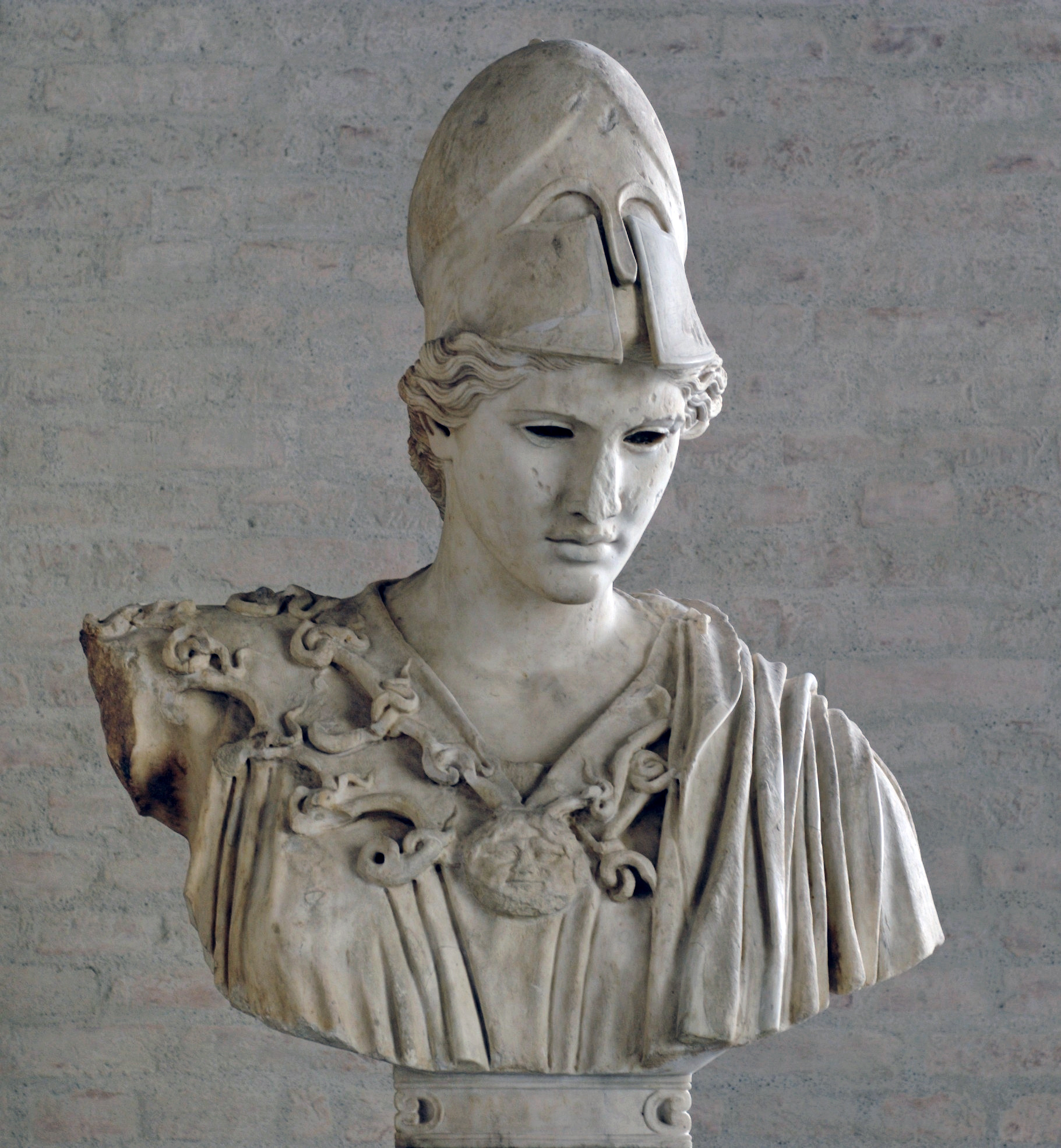
Cabeza de una estatua de este tipo (Glyptothek)

La Atenea de Velletri o Velletri Pallas es un tipo de estatua de mármol clásica de Atenea, con casco. 

## Original
Todas las estatuas de este tipo son copias romanas del siglo I de un bronce griego perdido, posiblemente un bronce de c. 430 aC realizado por Kresilas.  La cara ovalada y la nitidez de la cresta de la ceja, la nariz y los ojos reflejan los del busto de los Pericles con casco que están en el Museo Británico.  Ese busto se identifica con la estatua de Pericles que Plinio el Viejo (Historia Natural , XXXIV, 25) atribuye a Kresilas y que Pausanias ( I, 28, 2 ) registra como ubicada en la acrópolis en el siglo II.  Este paralelo nos da una fecha y autor para esta Atenea de bronce. 
Esto reemplaza a una antigua identificación del original con la estatua de culto de Alcamenes en el Templo de Hephaestus en el ágora ateniense. 
Se han encontrado moldes de escayola de la escultura (probablemente tomados del original) en las excavaciones del taller de un copista romano en Baiae, y estos moldes muestran que el bronce de Kresilas era de las mismas dimensiones que la copia del Louvre, que es de 3,05 metros.

## Copia del Louvre
Se han encontrado muchas copias antiguas del bronce (y el hallazgo de Baiae sugiere su producción a escala industrial), pero la más famosa es la de 3.05. m  de alto encontrada en las ruinas de una villa romana en un viñedo cerca de Velletri en 1797, esta se encuentra ahora en el Louvre, con el número de acceso Ma 464 (MR 281).  Tiene trazas de color rojo en el cabello y alrededor de los ojos y la boca, una capa preparatoria para un esquema policromático completo. 
Tras el redescubrimiento, fue comprada por Vincenzo Pacetti, quien agregó el pico del casco, el antebrazo recto, las manos, los pies, las serpientes y una sección de la capa, y pulió la superficie general.  Luego la vendió al Directorio francés, que la transportó a Roma, donde pronto fue capturada por los ejércitos napolitanos cuando ocuparon brevemente la ciudad de noviembre a diciembre de 1798 durante las etapas iniciales de la Guerra de la Segunda Coalición.  Francia luego la recuperó en el Tratado de Florencia (28 de marzo de 1801), y se exhibió en el Louvre a partir de diciembre de 1803 en adelante. 